# Karel Pavlištík
Karel Pavlištík (12. března 1931 Uherský Brod – 7. prosince 2018 Zlín) byl český muzejní a vlastivědný pracovník, etnograf, folklorista, tanečník, choreograf, scenárista a jedna z vůdčích osobností listopadové revoluce na Zlínsku.

## Život
Absolvoval etnografii na Filozofické fakultě Univerzity Karlovy (1956–1960). Byl programovým tajemníkem Mezinárodního folklorního festivalu Strážnice. Působil v Armádním uměleckém souboru (1953–1962) a v Oblastním muzeu jihovýchodní Moravy ve Zlíně (1962–1970). Poté byl zaměstnán v JZD Lukov (1971–1989), nejprve jako dělník, posléze v úseku sociálních a kulturních služeb jako vedoucí valašského souboru Kašava. V době normalizace byl nucen publikovat pod jinými jmény. Do Muzea jihovýchodní Moravy se vrátil v 90. letech. Působil jako choreograf souboru Vesna ve Zlíně (1965–1968), umělecký vedoucí Vonice (1967–1974) a jako vedoucí dětského souboru Vonička. Spolupracoval s folklorními soubory Hradišťan, Olšava, Rusava, Světlovan, Rozmarýn ad. Byl nositelem Ceny města Zlína (1994). V roce 2001 mu byla udělena Cena za rozvoj tradiční lidové kultury a folkloru. V roce 2002 založil mužský folklorní pěvecký sbor Mužáci ze Zlína. V roce 2005 získal cenu PRO AMICIS MUSAE za významný, dlouholetý a mimořádný přínos do oblasti kulturního rozvoje regionu. V roce 2014 získal čestné občanství obce Držková na Zlínsku mimo jiné za zásluhu o kulturní rozvoj a šíření dobrého jména obce, kde řadu let prováděl své národopisné výzkumy a kde v době zákazů pracoval v dřevozpracujícím družstvě. O dva roky později, v roce 2016, získal také čestné občanství obce Kašava na Zlínsku.

## Dílo
- Podomácká výroba dřevěného nářadí na Podřevnicku (Oblastní muzeum jihovýchodní Moravy v Gottwaldově, 1964)
- Bibliografie národopisných příspěvků v časopisech Luhačovské listy lázeňské a Lázeňský zpravodaj Luhačovský (Oblastní muzeum jihovýchodní Moravy v Gottwaldově, 1965)
- Pamětní síň Františka Bartoše na Mladcové (Oblastní muzeum jihovýchodní Moravy v Gottwaldově, 1967)
- Kašava: Valašský soubor Kašava (Vlastním nákladem v Gottwaldově, 1988)
- Domácká výroba dřevěného nářadí a náčiní na Podřevnicku (Zlín: Archa, 1993)
- Dřevo, proutí, sláma v tradiční rukodělné výrobě na Podřevnicku (Zlín: Krajská knihovna Františka Bartoše ve Zlíně a Muzeum jihovýchodní Moravy ve Zlíně, 2005)
- Šťastikování (Zlín, Kašava, 2008)
- Dřevo proutí, sláma v tradiční rukodělné výrobě na Podřevnicku (Zlín, Muzeum jihovýchodní Moravy ve Zlíně, Klub H+Z, 2011)

Veškerá publikační činnost Karla Pavlištíka překračuje výše zmíněný soupis knižních titulů. Karel Pavlištík rovněž publikoval v periodikách například v časopise ZVUK Zlínského Kraje, Zlínské noviny, Zlínské listy a jeho příspěvky jsou součástí sborníků z odborných konferencí.